# Prisma Food Retail
Prisma Food Retail B.V. was een dochteronderneming van Sligro Food Group met een hoofdkantoor en een distributiecentrum in Putten. Daarnaast beschikte men over een distributiecentrum in Kapelle en een distributiecentrum in Assen.

## Supermarkten
Prisma Food Retail was verantwoordelijk voor de supermarktforumule Golff. Dat was Prisma ook voor MeerMarkt, Attent en Attent Super op vakantie!. Daarnaast leverde zij ook aan EMTÉ Supermarkten, een andere dochteronderneming van Sligro. Prisma Food Retail was aangesloten bij Superunie. Hierdoor konden de supermarktformules rechtstreeks bij de fabrikanten hun voorraden inkopen.
Het hoofdkantoor van Prisma Food Retail is gesloten. Golff Supermarkten werden daarna nog enige tijd centraal aangestuurd vanuit het hoofdkantoor van Sligro Food Group in Veghel. Het distributiecentrum in Putten is nog wel in gebruik.
De winkels van MeerMarkt, Attent en Attent Super op vakantie! zijn overgedaan aan Spar, in ruil voor 45% van de aandelen. MeerMarkt is inmiddels verdwenen, de winkels zijn voornamelijk ombebouwd tot Spar. Enkele grotere Meermarkten werden in eerste instantie Golff geworden, en enkele kleinere winkels van Golff werden Spar. Attent en Attent Super op vakantie! bleven nog tot 2018 bestaan, alleen verkochten de winkels van Attent nu het Sparmerk en bevatten hun gevels de tekst Lid van Spar.
Holding: Prisma Food Retail
Supermarktformules: Attent · Attent Super op vakantie! · Golff · MeerMarkt